# Jean Théodore Fleury
Pour les articles homonymes, voir Jean Fleury (homonymie) et Fleury.
Jean Théodore Fleury, né le 13 mars 1843 à Saint-Révérien (Nièvre) et mort le 10 septembre 1915 à Bellac (Haute-Vienne), est un homme politique français.

## Biographie
Banquier à Donzy, directeur du journal la Nièvre, il est député républicain de la Nièvre de 1879 à 1881. Battu en 1881, il devient sous-préfet de Dole (1881 à circa 1892), administrateur (préfet) du Territoire de Belfort et préfet des Pyrénées-Orientales. Dans ce dernier département, il a la tâche d'implanter la laïcisation de la vie publique et de l'éducation.

## Sources
- « Jean Théodore Fleury », dans Adolphe Robert et Gaston Cougny, Dictionnaire des parlementaires français, Edgar Bourloton, 1889-1891 [détail de l’édition]
- Notice « Fleury (Jean, Théodore) » (1843-1915), page 212 in Archives nationales (France) (répertoire nominatif par Christiane Lamoussière, revu et complété par Patrick Laharie ; répertoire territorial et introduction par Patrick Laharie), Le personnel de l’administration préfectorale, 1881-1926, Paris : Centre historique des Archives nationales, 2001, 774 pages, 27 cm,  (ISBN 2-86000-290-1)